# Brian Eno
Brian Peter George St. Jean le Baptiste de la Salle Eno (Woodbridge, Inglaterra, 15 de maio de 1948) é um músico, compositor produtor musical, artista visual e teórico britânico, um dos maiores responsáveis pelo desenvolvimento da música ambiente. Autodenominado “não-músico”, Eno ajudou a introduzir abordagens conceituais e técnicas de gravação singulares na música contemporânea. Já foi descrito como uma das figuras mais influentes e inovadoras da música popular.
Nascido em Suffolk, Eno estudou pintura e música experimental na escola de arte da faculdade cívica de Ipswich em meados dos anos 1960, e então na escola de arte de Winchester. Ele se juntou ao grupo de glam rock Roxy Music como sintesista em 1971, gravando dois álbums com a banda mas saindo em 1973 em meio a tensões com o líder dos Roxy Bryan Ferry. Eno depois gravou diversos álbuns solo, começando com Here Come the Warm Jets (1974). Em meados dos anos 1970, ele começou a explorar uma direção minimalista em lançamentos como  Discreet Music (1975) e Ambient 1: Music for Airports (1978), cunhando o termo “música ambiente” com este último.
Junto a seu trabalho solo, Eno colaborou frequentemente com outros músicos nos anos 1970, incluindo Robert Fripp, Harmonia, Cluster, Harold Budd, David Bowie e David Byrne. Ele também se estabeleceu como um produtor requisitado, trabalhando em álbuns de John Cale, Jon Hassell, Laraaji, Talking Heads, Ultravox e Devo, bem como na coletânea de no wave No New York (1978). Nas décadas seguintes, Eno continuou a gravar álbuns solo e produzir para outros artistas, mais notoriamente U2 e Coldplay, além de trabalhos com artistas como Daniel Lanois, Laurie Anderson, Grace Jones, Slowdive, Karl Hyde, James, Kevin Shields e Damon Albarn.
Desde sua época de estudante, Eno trabalhou com outros media, incluindo instalações sonoras, cinema e escrita. Em meados dos anos 1970, ele co-desenvolveu as Estratégias Oblíquas, um conjunto de cartas com aforismos destinados a estimular o pensamento criativo. Da década de 1970 em diante, entre os locais que receberam instalações de Eno incluem-se as velas da Ópera de Sydney em 2009 e o telescópio Lovell no Observatório Jodrell Bank em 2016. Defensor de uma série de causas humanitárias, Eno escreve sobre uma variedade de assuntos e é membro fundador da Long Now Foundation. Em 2019, Eno foi introduzido no Rock and Roll Hall of Fame como membro do Roxy Music.

## Carreira

### Produção musical e composição
Eno é famoso pelo uso de sintetizadores, utilizados em seus diversos trabalhos, como nos dois primeiros álbuns do grupo Roxy Music: Roxy Music (1972) e For Your Pleasure (1973). E, em a sua parceria com o guitarrista Robert Fripp, com quem produziu os álbuns: "(No Pussyfooting)" (1973), "Evening Star" (1975), "The Equatorial Stars" (2004) e "Beyond Even (1992–2006)" (2007).
Em 1977 e 1978, produziu dois álbuns com a dupla alemã de krautrock Kluster, "Cluster & Eno" e "After the Heat".
Também em 1978 produziu o álbum Q: Are We Not Men? A: We Are Devo!, primeiro da banda DEVO, que misturava acordes punk com sintetizadores por sugestão de Eno.
No final dos anos 1970, Eno produziu os três álbuns da chamada "Trilogia de Berlim" (ou "Trilogia eletrônica") de David Bowie: Low, Heroes e Lodger.
Em 1978, foi o curador da coletânea No New York, uma compilação com vários artistas da cena underground de NY da época, considerada por muitos o registro definitivo do movimento No Wave.[carece de fontes?]
Eno também foi produtor de diversos álbuns do U2, seu primeiro trabalho com o grupo foi The Unforgettable Fire de 1984, em seguida participou da produção dos álbuns: The Joshua Tree (1987), Achtung Baby (1991), Zooropa (1993), All That You Can't Leave Behind (2000), e No Line on the Horizon (2009).
Em 1981, produziu, com David Byrne (ex-Talking Heads) um álbum experimental de art rock chamado My Life in the Bush of Ghosts.
Também trabalhou como produtor musical com Laurie Anderson, Coldplay, Paul Simon, Grace Jones, Talking Heads, Slowdive, The GIft entre outros.
Brian Eno também é o criador das chamadas estratégias oblíquas, um conjunto de cartas que guiam o criador em momentos de impasse ou bloqueio criativo.

### Trilhas sonoras
Brian Eno participou como compositor ou produtor da trilha sonora dos filmes: Dune, Shutter Island, Brothers, Control, Moulin Rouge!, Traffic, The Million Dollar Hotel, The Beach, Velvet Goldmine, Godzilla, Basquiat, Trainspotting da série de TV Miami Vice, do filme documentário For All Mankind entre outros. Ele também foi compositor da trilha sonora do jogo Spore da EA Games.